# Veikkausliiga 2005
La Veikkausliiga 2005 fu la novantaseiesima edizione della massima serie del campionato finlandese di calcio, la sedicesima come Veikkausliiga. Il campionato, con il formato a girone unico e composto da quattordici squadre, venne vinto dal MyPa. Capocannoniere del torneo fu Juho Mäkelä, calciatore dell'HJK, con 16 reti realizzate. Il campionato fu caratterizzato da un caso di partita truccata che coinvolse l'Allianssi: la partita incriminata fu la partita persa per 8-0 dall'Allianssi contro l'Haka il 7 luglio.

## Stagione

### Novità
Dalla Veikkausliiga 2004 vennero retrocessi il Jazz e l'Hämeenlinna, mentre dalla Ykkönen vennero promossi il KuPS e l'IFK Mariehamn, vincitore dello spareggio contro il Jazz.

### Formula
Le quattordici squadre si affrontavano due volte nel corso del campionato, per un totale di 26 giornate. La prima classificata era decretata campione di Finlandia e veniva ammessa alla UEFA Champions League 2006-2007. La seconda classificata veniva ammessa alla Coppa UEFA 2006-2007. Se la vincitrice della Suomen Cup, ammessa alla Coppa UEFA 2006-2007, si classificava al secondo posto, anche la terza classificata veniva ammessa alla Coppa UEFA. L'ultima classificata veniva retrocessa direttamente in Ykkönen, mentre la tredicesima classificata affrontava la seconda classificata in Ykkönen in uno spareggio promozione/retrocessione.

## Squadre partecipanti
| Club          | Città        | Stadio                  | Stagione 2004              |
| ------------- | ------------ | ----------------------- | -------------------------- |
| Allianssi     | Vantaa       | ISS Stadion             | 2º posto in Veikkausliiga  |
| Haka          | Valkeakoski  | Tehtaan kenttä          | Campione di Finlandia      |
| HJK           | Helsinki     | Finnair Stadium         | 6º posto in Veikkausliiga  |
| IFK Mariehamn | Mariehamn    | Wiklöf Holding Arena    | 2º posto in Ykkönen        |
| Inter Turku   | Turku        | Kupittaa                | 4º posto in Veikkausliiga  |
| Jaro          | Jakobstad    | Jakobstads centralplan  | 11º posto in Veikkausliiga |
| KooTeePee     | Kotka        | Arto Tolsa Areena       | 9º posto in Veikkausliiga  |
| KuPS          | Kuopio       | Magnum Areena           | 1º posto in Ykkönen        |
| Lahti         | Lahti        | Lahden Stadion          | 7º posto in Veikkausliiga  |
| MyPa          | Anjalankoski | Saviniemi               | 8º posto in Veikkausliiga  |
| RoPS          | Rovaniemi    | Rovaniemen Keskuskenttä | 12º posto in Veikkausliiga |
| Tampere Utd   | Tampere      | Tammela                 | 3º posto in Veikkausliiga  |
| TP-47         | Tornio       | Pohjan stadion          | 10º posto in Veikkausliiga |
| TPS           | Turku        | Kupittaa                | 5º posto in Veikkausliiga  |

## Classifica finale
|  | Pos. | Squadra       | Pt | G  | V  | N  | P  | GF | GS | DR  |
|  | ---- | ------------- | -- | -- | -- | -- | -- | -- | -- | --- |
|  | 1.   | MyPa          | 56 | 26 | 17 | 5  | 4  | 51 | 18 | +33 |
|  | 2.   | HJK           | 52 | 26 | 15 | 7  | 4  | 43 | 26 | +17 |
|  | 3.   | Tampere Utd   | 51 | 26 | 15 | 6  | 5  | 38 | 21 | +17 |
|  | 4.   | Haka          | 50 | 26 | 13 | 11 | 2  | 47 | 19 | +28 |
|  | 5.   | Inter Turku   | 44 | 26 | 12 | 8  | 6  | 38 | 20 | +18 |
|  | 6.   | Lahti         | 38 | 26 | 11 | 5  | 10 | 39 | 36 | +3  |
|  | 7.   | Allianssi     | 34 | 26 | 8  | 10 | 8  | 33 | 41 | -8  |
|  | 8.   | KooTeePee     | 33 | 26 | 9  | 6  | 11 | 35 | 42 | -7  |
|  | 9.   | TPS           | 30 | 26 | 8  | 6  | 12 | 30 | 35 | -5  |
|  | 10.  | KuPS          | 29 | 26 | 8  | 5  | 13 | 32 | 45 | -13 |
|  | 11.  | Jaro          | 26 | 26 | 6  | 8  | 12 | 21 | 31 | -10 |
|  | 12.  | IFK Mariehamn | 23 | 26 | 6  | 5  | 15 | 27 | 43 | -16 |
|  | 13.  | RoPS          | 17 | 26 | 3  | 8  | 15 | 18 | 50 | -32 |
|  | 14.  | TP-47         | 16 | 26 | 4  | 4  | 18 | 22 | 47 | -25 |

Legenda:
      Campione di Finlandia e ammessa alla UEFA Champions League 2006-2007
      Ammesse in Coppa UEFA 2006-2007
      Ammesse in Coppa Intertoto 2006
 Ammessa allo spareggio promozione-retrocessione
      Retrocesse in Ykkönen
Note:
Tre punti a vittoria, uno a pareggio, zero a sconfitta.

## Spareggio promozione/retrocessione
|      | Risultati |      | Luogo e data               |
| ---- | --------- | ---- | -------------------------- |
| VPS  | 0-0       | RoPS | Vaasa, 19 ottobre 2005     |
| RoPS | 1-1 (gfc) | VPS  | Rovaniemi, 22 ottobre 2005 |
|      |           |      |                            |

## Statistiche

### Classifica marcatori
| Gol |  |  | Giocatore        | Squadra       |
| --- |  |  | ---------------- | ------------- |
| 16  |  |  | Juho Mäkelä      | HJK           |
| 14  |  |  | David Carlsson   | IFK Mariehamn |
| 14  |  |  | Rafael           | Lahti         |
| 11  |  |  | Adriano          | MyPa          |
| 11  |  |  | Kalle Parviainen | KuPS          |
| 9   |  |  | Serge N'Gal      | Inter Turku   |
| 9   |  |  | Valerij Popovič  | Haka          |